# Митридат VI од Понта
Митридат VI или Митрадат VI (грч. Μιθριδάτης), од староперсијског Митрадата, „дар Митре”; 134. п. н. е. – 63. п. н. е, такође познат као Митридат Велики (Мегас) и Еупатор Дионис, био је краљ Понта и Мале Јерменије у северној Анадолији (савремена Турска) од 119. п. н. е. доп 63. п. н. е. Митридат је био персијског порекла и тврдио да потиче од краља Дарија Великог. Најпознатији је као један од најопаснијих и најуспешнијих непријатеља Рима који се у Митридатским ратовима супротставио тројици познатих војсковођа касне Републике – Сули, Лукулу и Помпеју Великом. Називају га највећим владаром Понтског краљевства. Неговао је имунитет на отрове редовним уносом сублеталних доза; ова пракса, која се сада зове митридатизам, названа је по њему. После смрти постао је познат као Митридат Велики.

## Порекло, породица и рани живот
Митридат Еупатор Дионис (Грчки: Μιθραδάτης Εὐπάτωρ Δῐόνῡσος) је био кнез мешовитог персијског и грчког порекла. Он је тврдио да потиче од Кира Великог, породице Дарија Великог, регента Антипатра, генерала Александра Великог, као и каснијих краљева Антигона I Монофталма и Селеука I Никатора.
Митридат је рођен у понтском граду Синопу, на црноморској обали Анадолије, а одрастао је у Понтском краљевству. Био је први син међу децом Лаодике VI и Митридата V Еуергета (владао 150–120. п. н. е.). Његов отац, Митридат V, био је принц и син бивших понтских монарха Фарнака I од Понта и његове рођаке-жене Низе. Његова мајка, Лаодика VI, била је селеукидска принцеза и ћерка селеукидских монарха Антиоха IV Епифана и његове сестре-жене Лаодике IV.
Митридат V је убијен око 120. године п. н. е. у Синопи, отрована од стране непознатих особа на раскошном банкету који је одржао. Оставио је краљевство заједничкој власти својој удовици Лаодики VI, и њиховом старијем сину Митридату VI и млађем сину Митридату Хресту. Ни Митридат VI, ни његов млађи брат, нису били пунолетни, а њихова мајка је привремено задржала сву власт као регент. Регентство Лаодице VI над Понтом било је од 120. п. н. е. до 116. п. н. е. (можда и до 113. п. н. е.) и фаворизовала је Митридата Хреста над Митридатом. За време регентства његове мајке, Митридат је побегао од мајчиних завера против њега и сакрио се.
Митридат је изашао из скривања и вратио се на Понт између 116. и 113. п. н. е. и био је поздрављен као краљ. У то време он је израстао у човека приличног раста и физичке снаге. Могао је да комбинује изузетну енергију и одлучност са значајним талентом за политику, организацију и стратегију. Митридат је уклонио своју мајку и брата са престола, обоје је затворио и постао је једини владар Понта. Лаодис VI је умрла у затвору, наводно природном смрћу. Митридат Хрест је можда такође умро у затвору, или је можда био осуђен за издају и погубљен. Митридат им је дао краљевске сахране. Митридат се прво оженио својом млађом сестром Лаодиком, која је имала 16 година. Његови циљеви при томе су били да сачува чистоћу њихове крвне лозе, да учврсти своје право на престо, да заједно владају Понтом и да обезбеди наследство својој законитој деци.

## Рана владавина
Митридат је имао амбиције да своју државу учини доминантном силом на Црном мору и у Анадолији. Прво је потчинио Колхиду, област источно од Црног мора која обухвата данашњу Грузију, а до пре 164. п. н. е, независно краљевство. Затим се сукобио за превласт у Понтској степи са скитским краљем Палаком. Најважнији центри Крима, Тавријски Херсонес и Боспорско царство, спремно су предали своју независност у замену за Митридатова обећања да ће их заштитити од Скита, њихових древних непријатеља. После неколико неуспешних покушаја да изврше инвазију Крима, Скити и савезнички Роксолани претрпели су тешке губитке од стране понтског генерала Диофанта и прихватили су Митридата за свог господара.
Млади краљ је тада скренуо пажњу на Анадолију, где је римска моћ била у успону. Успео је да подели Пафлагонију и Галатију са краљем Битиније Никомедом III. Вероватно је приликом пафлагонске инвазије 108. п. н. е. Митридат усвојио битинску еру за употребу на својим новчићима у част савеза. Ова календарска ера започела је првим битинским краљем Зипоитесом I 297. п. н. е. У Понту је засигурно био у употреби најкасније 96. п. н. е.
Ипак, Митридату је убрзо постало јасно да Никомед усмерава своју земљу у антипонтски савез са Римском републиком која се шири. Када се Митридат посвађао са Никомедом око контроле над Кападокијом и победио га у низу битака, овај последњи је био приморан да отворено затражи помоћ Рима. Римљани су се два пута мешали у сукоб у име Никомеда (95–92. п. н. е.), остављајући Митридата, ако жели да настави ширење свог краљевства, без много избора осим да се упусти у будући римско-понтски рат. У то време Митридат је одлучио да протера Римљане из Азије.

## Митридатски ратови
Следећи владар Битиније, Никомед IV од Битиније, био је фигура којом су манипулисали Римљани. Митридат је планирао да га свргне, али његови покушаји су пропали и Никомед IV, подстакнут од својих римских саветника, објавио је рат Понту. Сам Рим је у то време био укључен у Савезнички рат, грађански рат са својим италијанским савезницима; као резултат тога, постојале су само две легије у целој римској Азији, обе у Македонији. Ове легије су се удружиле са војском Никомеда IV да би извршиле инвазију на Митридатово Понтско краљевство 89. п. н. е. Митридат је однео одлучујућу победу, расејавши снаге које су предводили Римљани. Његове победничке снаге дочекане су са добродошлицом широм Анадолије. Следеће године, 88. п. н. е, Митридат је организовао геноцид над римским и италским насељеницима који су остали у неколико великих анатолских градова, укључујући Пергамон и Трал, у суштини збрисавши римско присуство у региону. Наводи се да је у масакру страдало чак 80.000 људи. Епизода је позната као Азијска служба.
Понтско краљевство је чинило мешовито становништво у својим јонским грчким и анадолским градовима. Краљевска породица преселила је престоницу из Амасије у грчки град Синоп. Њени владари су покушали да у потпуности асимилирају потенцијал својих поданика показујући грчко лице грчком свету и иранско/анадолско лице источном свету. Кад год би јаз између владара и њихових анатолских поданика постајао већи, они би ставили нагласак на своје персијско порекло. На овај начин, краљевска пропаганда је полагала право на наслеђе и од персијских и од грчких владара, укључујући Кира Великог, Дарија I Персијског, Александра Великог и Селеука I Никатора. Митридат се такође представљао као поборник хеленизма, али то је углавном било ради унапређења његових политичких амбиција; то није доказ да је имао намеру да промовише њено проширење унутар својих домена. Без обзира на његове праве намере, грчки градови (укључујући Атину) прешли су на страну Митридата и дочекали с добродошлицом његове војске у копненој Грчкој, док је његова флота опседала Римљане на Родосу. Његов сусед на југоистоку, краљ Јерменије Тигран Велики, успоставио је савез са Митридатом и оженио се једном од Митридатових ћерки, Клеопатром од Понта. Два владара су наставила да подржавају један другог у предстојећем сукобу са Римом.